# Garnet Mimms & the Enchanters
Garnet Mimms & the Enchanters waren eine US-amerikanische Soulband, die insbesondere durch ihren Sommerhit von 1963 ("Cry Baby") bekannt wurde.
Zola Pernell hatte zuvor in Europa im Paul-Roberts-Chor gesungen, Sam Bell war Songwriter und Charles Boyer wirkte in einem Gospelchor mit, bevor die drei Anfang der 1960er Jahre in Philadelphia, Pennsylvania, ein Soul-Trio bildeten. Später stieß noch der Klavierspieler Garnet Mimms (* 26. November 1933 als Garrett Mimms in Ashland, West Virginia) dazu. Als Quartett erhielten sie 1963 einen Plattenvertrag. Ihre erste Platte "Cry Baby" wurde sofort zum Hit und stieg bis auf Platz 4 der amerikanischen Charts.
Es folgten noch etliche Platten wie "Baby Don't You Weep", "For Your Precious Love" oder "One Girl", die jedoch keine hohen Chartpositionen mehr erreichten.
Garnet Mimms hatte später noch kleinere Erfolge als Solist ("I’ll Take Good Care For You", 1965, und "What It Is", 1977).

## Diskografie

### Alben
| Jahr | Titel                      | Höchstplatzierung, Gesamtwochen, AuszeichnungChartplatzierungen (Jahr, Titel, Platzierungen, Wochen, Auszeichnungen, Anmerkungen) | Höchstplatzierung, Gesamtwochen, AuszeichnungChartplatzierungen (Jahr, Titel, Platzierungen, Wochen, Auszeichnungen, Anmerkungen) | Höchstplatzierung, Gesamtwochen, AuszeichnungChartplatzierungen (Jahr, Titel, Platzierungen, Wochen, Auszeichnungen, Anmerkungen) | Anmerkungen |
| Jahr | Titel                      | UK | US | R&B | Anmerkungen |
| ---- | -------------------------- | --- | --- | --- | ----------- |
| 1963 | Cry Baby And 11 Other Hits | — | US91 (5 Wo.)US | — |             |

grau schraffiert: keine Chartdaten aus diesem Jahr verfügbar

### Singles
| Jahr | Titel Album                | Höchstplatzierung, Gesamtwochen, AuszeichnungChartplatzierungen (Jahr, Titel, Album, Platzierungen, Wochen, Auszeichnungen, Anmerkungen) | Höchstplatzierung, Gesamtwochen, AuszeichnungChartplatzierungen (Jahr, Titel, Album, Platzierungen, Wochen, Auszeichnungen, Anmerkungen) | Höchstplatzierung, Gesamtwochen, AuszeichnungChartplatzierungen (Jahr, Titel, Album, Platzierungen, Wochen, Auszeichnungen, Anmerkungen) | Anmerkungen |
| Jahr | Titel Album                | UK | US | R&B | Anmerkungen |
| ---- | -------------------------- | --- | --- | --- | ----------- |
| 1963 | Cry Baby                   | — | US4 (14 Wo.)US | R&B1 (16 Wo.)R&B |             |
| 1963 | For Your Precious Love     | — | US26 (9 Wo.)US | R&B9 (11 Wo.)R&B |             |
| 1963 | Baby Don’t You Weep        | — | US30 (9 Wo.)US | R&B11 (10 Wo.)R&B |             |
| 1964 | Tell Me Baby               | — | US69 (7 Wo.)US | R&B16 (5 Wo.)R&B |             |
| 1964 | One Girl                   | — | US67 (4 Wo.)US | R&B31 (8 Wo.)R&B |             |
| 1964 | A Quiet Place              | — | US78 (7 Wo.)US | R&B25 (12 Wo.)R&B |             |
| 1964 | Look Away                  | — | US73 (5 Wo.)US | R&B14 (9 Wo.)R&B |             |
| 1965 | A Little Bit of Soap       | — | US95 (1 Wo.)US | — |             |
| 1966 | I’ll Take Good Care Of You | — | US30 (9 Wo.)US | R&B15 (10 Wo.)R&B |             |
| 1977 | What It Is                 | UK44 (1 Wo.)UK | — | R&B38 (10 Wo.)R&B |             |

Weitere Singles
- 1965: It Was Easier to Hurt Her
- 1965: That Goes to Show You
- 1966: It’s Been Such a Long Way Home
- 1966: My Baby